# Jeremy Renner
Jeremy Lee Renner (Modesto, Kalifornia, 1971. január 7. –) amerikai színész és zenész. 
A 2000-es években főleg mellékszerepekben tűnt fel, nagyobb szerepeket a Kannibál (2002), S.W.A.T. – Különleges kommandó (2003), Neo Ned (2005) és a 28 héttel később (2007) című filmekben kapott. Első komolyabb sikerét az A bombák földjén című amerikai háborús dráma főhőseként érte el, alakításáért 2009-ben jelölték legjobb férfi főszereplő kategóriában az Oscar-, valamint a BAFTA-díjra is. 2010-ben a Tolvajok városa című filmben tűnt fel Ben Affleck mellett. Játékáért ismét jelölték 2010-ben Oscar-díjra, ezúttal legjobb férfi mellékszereplő kategóriában, valamint Golden Globe-díjra és a színészek szakszervezete által szervezett Screen Actors Guild Awards-ra. A 2010-es években több nagyszabású produkcióban is szerepet kapott, 2011-ben a Mission: Impossible – Fantom protokoll-ban játszott Tom Cruise mellett, 2012-ben pedig a Bosszúállók és A Bourne-hagyaték című alkotásokban volt látható.

## Fiatalkora
A kaliforniai Modestóban született Valerie Cearley és Lee Renner első fiaként. Öt testvére van, a legfiatalabb 2011-ben született. Felmenői között németek is megtalálhatóak, édesanyja pedig ír származású, férjétől Jeremy 8 éves korában vált el. Renner a Fred C. Beyer Gigh Schoolban végezte el középiskola tanulmányait, a Modesto Junior College-ben pedig kezdetben kriminológiát, majd színészetet tanult. A főiskolai évek alatt a helyi rendőrségen dolgozott, ez volt az első fizetett állása is egyben. A munkája abból állt, hogy egy-egy lehetséges bevetés rekonstruálásakor bűnözőt alakított.

## Pályafutása

### Korai évek
Tanulmányai alatt a helyi színházban lépett fel, szerepelt az Óz, a nagy varázsló és az Ordinary People darabokban. A legkomolyabb színházi elismerést 1998-ban érte el, a Search and Destroy című művel, melynek nem csak a főszereplője, hanem a rendezője is volt.
A főiskolát otthagyva San Franciscóba költözött, ahol az American Conservatory Theaterben kezdett tanulni. Innen később először Hawaii-ra, majd 1993-ban Los Angelesbe költözött.
Filmes debütálása a Töketlenek című filmben volt 1995-ben. Ezután két televíziós sorozat egy-egy epizódjában játszott, a Deadly Gamesben és a Strange Luckban, majd a Tiltott kapcsolat című tévéfilmben kapott egy kisebb szerepet, 1997-ben pedig a Valóságos rémálomban. Az elkövetkező években főleg vendégszereplőként tűnt fel a képernyőkön, 1999-ben a Zoe, Duncan, Jack and Jane, A hálózat csapdájában valamint a Time of Your Life című amerikai sorozatokban, 2000-ben pedig az Angelben. David Boreanazt, az Angel főszereplőjét, még korábbról, a Modesto Junior College-ből ismerte, ahol együtt tanultak színészetet.
Karrierje elején több reklámban is szerepelt (Coors Light Beer, Duracell Ultra Batteries, Aquafina, Kia and 7-Eleven).

### Kezdeti sikerek (2002-2008)
2002-ben megkapta a Kannibál című film főszerepét, ahol Jeffrey Dahmer sorozatgyilkost játszotta. Később erről azt nyilatkozta, hogy a forgatás után évekig a karakter hatása alatt volt. Alakításáért az Independent Spirit Awards legjobb férfi főszereplője kategóriájában jelölték, és bár maga a film nem lett közönségsiker, Renner karrierje egyik mérföldkövének tartja, aminek részben a későbbi nagyobb szerepeit köszönheti. Szintén 2002-ben a Monkey Love-ban Amii Stewart és Seamus Dever mellett kapott lehetőséget. 2003-ban Pink Trouble számához készült klipben a sheriffet alakította, és még ebben az évben a S.W.A.T. – Különleges kommandó című amerikai filmben is feltűnt, mint Colin Farrell karakterének expartnere. Ezért a munkáért az A nagy zsozsó című film felkérését utasította vissza. 2004-ben A szív csalfa vágyai-ban játszott.
2005-ben négy filmben is komoly szerepet kapott, az Út a mennyországba Julia Stiles-szel és Forest Whitakerrel, a Kőkemény Minnesota Charlize Theronnal, a Tizenkettő Conor Donovannal és a Neo Ned Gabrielle Unionnal. Utóbbi film minden díjat megnyert, amire jelölték, így többek között Renner megkapta a Palm Beach International Film Festival Award-ot is a legjobb színész kategóriában. A Dogtown urai című filmben egy kisebb cameoszerepe volt, a stáblistában nem szerepelt. 2006-ban a Love Comes to the Executioner című fekete humorú komédiában ismét gyilkost, a főhős testvérét alakította.
Renner 2007-ben feltűnt a Jesse James meggyilkolása, a tettes a gyáva Robert Ford című westernfilmben, mint Jesse James unokatestvére, valamint a 28 héttel később című horrorfilmben, mint Doyle őrmester. A Szemben a gyilkossal-ban Minnie Driver partnereként szerepelt. 2008-ban a Doktor House 4. évad Játékok című epizódjában egy zenészt alakított, valamint egy másik sorozatban, a The Oaks bevezető epizódjában kapott lehetőséget az egyik főbb karakter megformálására. A sorozatot azonban végül nem vásárolták meg, és nem készült folytatás.

### Az áttörés (2009-)
2009-ben először a Lightbulbban szerepelt, majd a Zűrös zsaruk című sorozatban kapott főszerepet, amit azonban tíz rész után befejeztek. A Kathryn Bigelow által rendezett A bombák földjén című háborús drámában William James őrmestert, a Amerikai Hadsereg Robbanásszakértő Egységének vezetőjét alakította. A film igen pozitív kritikai visszhangot kapott, Rennert is számos díjra jelölték, többek között a Screen Actors Guild Awards-ra, valamint meghozta a színész első Oscar-jelölését, méghozzá a legjobb férfi főszereplő kategóriában. Egy későbbi interjújában elmondta, hogy igen hálás ennek a szerepnek, hiszen a hozzá hasonló színészek nagyon ritkán kapnak ekkora lehetőséget. "Számos színészt fel tudnék sorolni, akik képesek lennének egy ilyen karakter megformálására, de mégis, az ilyen szerepeket Russell Crowe-nak, vagy más óriási színésznek adják, akik már ismertek. Az ilyen szerepeket nem osztják a hozzám hasonló fickókra. De ezt mégis megkaptam. És ezért nagyon hálás vagyok." Bigelow a Kannibál című filmben nyújtott teljesítménye miatt választotta Rennert a főszerepre.
2010-ben Ben Affleck Tolvajok városa című filmjében kapta meg az egyik komolyabb szerepet, mely ismét Oscar-jelölést hozott számára, ezúttal legjobb férfi mellékszereplő kategóriában. Ezen felül először jelölték Golden Globe-díjra legjobb mellékszereplőként, valamint másodszor Screen Actors Guild Awards-ra.
2011 elején Don Handfielddel közösen megalapította a The Combine nevű filmvállalatot. A cég 2011 áprilisában bejelentette egy Steve McQueen életét feldolgozó film készítését, nyáron pedig a Slingshot című, Bill Caswell autóversenyző életét feldolgozó film megvalósítását. A hírek szerint mindkettőben ő játssza majd a főszerepet.
2011-ben a Thor című képregény-adaptációban tűnt fel pár perc erejéig, mint Sólyomszem. A 2012 tavaszán mozikba került Bosszúállók című filmben is ő alakította Sólyomszemet, ezért kapta meg a Thorban a rövid cameoszerepet. Elmondása szerint a Bosszúállók volt az első nagyszabású mozi, amire leszerződtették. A film forgatókönyvén egyik barátja, Zak Penn dolgozott, és ő ajánlotta Rennert a készítőknek. A projektben való részvételét 2010 júliusában jelentették be. A 2011 végére elkészült 4. Mission: Impossible-filmben, a Mission: Impossible – Fantom protokoll-ban Tom Cruise mellett tűnt fel mint William Brandt ügynök. Többek között Tom Hardy és Chris Pine elől szerezte meg a szerepet, karakterét pedig úgy írták meg, mint a főhős Ethan Hunt lehetséges utóda, ha Cruise kilép a sorozatból. Amikor megkapta az ajánlatot, épp azért kereste fel J. J. Abrams producert, hogy annak Super 8 című filmjének a főszerepét utasítsa vissza. Abrams azonban, aki egyben a Fantom protokoll producere is, még aznap felajánlotta neki Brandt szerepét.
A Boszorkányvadászok című horrorfilmben Renner Gemma Arterton mellett tűnt fel, Hansel szerepében. A film cselekménye 15 évvel azután kezdődik, hogy Jancsi és Juliska megölték a gonosz boszorkányt az eredeti, Grimm fivérek által írt mesében. A forgatás 2011 tavaszán kezdődött, a mozit mégis 2013 elején mutatták be. A készítők szerint ekkorra ugyanis már a két színész nemzetközileg is lesz olyan ismert, hogy biztos siker legyen az alkotás. A színész főszerepet kapott a Bourne–sorozat negyedik darabjában is, amely alkotás A Bourne-hagyaték címet kapta. A projektbe új karakterként lépett be, a névadó Jason Bourne-t alakító Matt Damon ugyanis nem vállalt szerepet a filmben. Ezen kívül azonban a készítők mindenben az eddigi részeket követik, Renner pedig egy interjújában azt nyilatkozta, hogy nagyon szívesen részt venne egy olyan Bourne–filmben, amiben Damonnal közösen szerepelhetnének. A Bourne-hagyaték magyarországi bemutatója 2012. szeptember 6-án volt. Annak ellenére, hogy az alkotás vegyes kritikai fogadtatást kapott, a Universal Pictures bejelentette, hogy a későbbiekben további filmekkel szeretnék bővíteni a Bourne–franchise-t.
2013-ban fejeződtek be az 1920-as években játszódó The Immigrant című dráma munkálatai, amiben Renner egy bűvészt alakít. A filmet a 2013-as cannes-i fesztiválon mutatták be. Szintén 2013-ban mutatják be a színész American Hustle című filmjét amelyben egy korrupt politikust játszik többek között Christian Bale és Bradley Cooper oldalán.
A színész további, még nem bemutatott filmje a King of Heists, aminek produceri teendőit is ellátja.

## Nem filmes tevékenységei

### Zene
A színészet mellett szeret zenélni, gitározni, zongorázni és dobolni tanult fiatalkorában. A színészi karrierje kezdetén egy Sons of Ben nevű együttesben játszott, de elmondása szerint ma már leginkább dalokat szeret írni. A Kőkemény Minnesota című filmben az "I Drink Alone" című betétdalt ő adja elő, valamint a Love Comes to the Executioner és a Jesse James meggyilkolása, a tettes a gyáva Robert Ford című filmekben is énekel, előbbiben az American Pie, utóbbiban pedig a Good Ole Rebel egy-egy részletét.

### Ingatlan felújítás
2002-ben Kristoffer Winters színész barátjával ingatlanok felújításába kezdték befektetni a pénzüket. Az első közösen helyreállított házuk egy 1962-ben épült Nichols Canyoni épület volt. Azóta már több régi hollywoodi villát is felújítottak, a munkálatok idejére pedig gyakran beköltöznek a házba. Eme tevékenységéről egy interjújában így nyilatkozott: "Több pénzt keresek ezzel, ami lehetőséget ad arra, hogy szabadon megválasszam azokat a filmeket, amik elkészítésében részt akarok venni. Mindig is színészkedni fogok, de sohasem leszek rákényszerítve, hogy azt a számlák kifizetéséért tegyem."

## Magánélete
Renner nemigen nyilatkozik a magánéletéről. Elmondása szerint a karrierje mindig is a legfontosabb volt számára és ezért nemigen jut ideje ismerkedni. "A párkapcsolataim feláldozása volt a legnagyobb hatással az életemre. Még most is, bármelyik nő a munkám után jönne a fontossági sorrendben." 2009-ben Jes Macallan színésznővel járt, de a pár 2010-ben szakított.
Szabadidejében szeret síelni, valamint ekkor jut ideje ingatlanokat felújítani és a zenélni is. Egy lánya van, Ava Berlin Renner 2013-ban született.
Jó barátja Charlize Theronnak és Colin Farrellnek.

## Filmográfia

### Film
| Év   | Magyar cím                                              | Eredeti cím                                                | Szerep                             | Magyar hang     | Rendező                 |
| ---- | ------------------------------------------------------- | ---------------------------------------------------------- | ---------------------------------- | --------------- | ----------------------- |
| 1995 | Töketlenek                                              | National Lampoon's Senior Trip                             | Mark 'Dags' D'Agastino             | Holl Nándor     | Kelly Makin             |
| 1996 | Papírsárkányok                                          | Paper Dragons                                              | Jack                               |                 | Adolfo Swaya            |
| 2001 |                                                         | Fish in a Barrel                                           | Remy                               |                 | Kent Dalian             |
| 2002 | Majomszerelem                                           | Monkey Love                                                | Dil Stephanowski                   |                 | Mark Stratton           |
| 2002 | Kannibál                                                | Dahmer                                                     | Jeffrey Dahmer                     | Csőre Gábor     | David Jacobson          |
| 2003 | S.W.A.T. – Különleges kommandó                          | S.W.A.T.                                                   | Brian Gamble                       | Király Attila   | Clark Johnson           |
| 2004 | A szív csalfa vágyai                                    | The Heart Is Deceitful Above All Things                    | Emerson                            |                 | Asia Argento            |
| 2005 | Út a mennyországba                                      | A Little Trip to Heaven                                    | Fred McBride                       | Zámbori Soma    | Baltasar Kormákur       |
| 2005 | Tizenkettő                                              | Twelve and Holding                                         | Gus Maitland                       |                 | Michael Cuesta          |
| 2005 | Kőkemény Minnesota                                      | North Country                                              | Bobby Sharp                        | Czvetkó Sándor  | Niki Caro               |
| 2005 | Dogtown urai                                            | Lords of Dogtown                                           | Jay Adams menedzser (cameoszerep)  |                 | Catherine Hardwicke     |
| 2005 |                                                         | Neo Ned                                                    | Ned                                |                 | Van Fischer             |
| 2006 |                                                         | Love Comes to the Executioner                              | Chick Prigusivac                   |                 | Kyle Bergersen          |
| 2007 | Jesse James meggyilkolása, a tettes a gyáva Robert Ford | The Assassination of Jesse James by the Coward Robert Ford | Wood Hite                          | Dányi Krisztián | Andrew Dominik          |
| 2007 | 28 héttel később                                        | 28 Weeks Later                                             | Doyle őrmester                     | Schmied Zoltán  | Juan Carlos Fresnadillo |
| 2007 | Szemben a gyilkossal                                    | Take                                                       | Saul                               |                 | Charles Oliver          |
| 2009 | A bombák földjén                                        | The Hurt Locker                                            | William James főtörzsőrmester      | Nagy Ervin      | Kathryn Bigelow         |
| 2009 |                                                         | Ingenious                                                  | Sam                                |                 | Jeff Balsmeyer          |
| 2010 | Tolvajok városa                                         | The Town                                                   | James "Jem" Coughlin               | Stohl András    | Ben Affleck             |
| 2011 | Mission: Impossible – Fantom protokoll                  | Mission: Impossible – Ghost Protocol                       | William Brandt                     | Dányi Krisztián | Brad Bird               |
| 2011 | Thor                                                    | Thor                                                       | Clint Barton / Sólyomszem          | Stohl András    | Kenneth Branagh         |
| 2012 | Bosszúállók                                             | Avengers                                                   | Clint Barton / Sólyomszem          | Stohl András    | Joss Whedon             |
| 2012 | A Bourne-hagyaték                                       | The Bourne Legacy                                          | Aaron Cross / Kenneth J. Kitsom    | Stohl András    | Tony Gilroy             |
| 2013 | Amerikai botrány                                        | American Hustle                                            | Carmine Polito polgármester        | Anger Zsolt     | David O. Russell        |
| 2013 | Idegen földön                                           | The Immigrant                                              | Orlando, a varázsló                | Stohl András    | James Gray              |
| 2013 | Boszorkányvadászok                                      | Hansel and Gretel: Witch Hunters                           | János                              | Stohl András    | Tommy Wirkola           |
| 2014 | Jobb, ha hallgatsz                                      | Kill the Messenger                                         | Gary Webb                          | Király Attila   | Michael Cuesta          |
| 2015 | Mission: Impossible – Titkos nemzet                     | Mission: Impossible – Rogue Nation                         | William Brandt                     | Dányi Krisztián | Christopher McQuarrie   |
| 2015 | Bosszúállók: Ultron kora                                | Avengers: Age of Ultron                                    | Clint Barton / Sólyomszem          | Stohl András    | Joss Whedon             |
| 2016 | Amerika Kapitány: Polgárháború                          | Captain America: Civil War                                 | Clint Barton / Sólyomszem          | Stohl András    | Joe és Anthony Russo    |
| 2016 | Érkezés                                                 | Arriva                                                     | Ian Donnelly                       | Stohl András    | Denis Villeneuve        |
| 2017 | A szerencse háza                                        | The House                                                  | Tommy (cameoszerep)                | Zöld Csaba      | Andrew Jay Cohen        |
| 2017 | Wind River – Gyilkos nyomon                             | Wind River                                                 | Cory Lambert                       | Stohl András    | Taylor Sheridan         |
| 2018 | Haverok harca                                           | Tag                                                        | Jerry Pierce                       | Stohl András    | Jeff Tomsic             |
| 2019 | Sarkvidéki akció                                        | Arctic Dogs                                                | Switty (hangja)                    | Varga Gábor     | Aaron Woodley           |
| 2019 | Bosszúállók: Végjáték                                   | Avengers: Endgame                                          | Clint Barton / Ronin               | Stohl András    | Joe és Anthony Russo    |
| 2021 | Fekete Özvegy                                           | Black Widow                                                | Clint Barton / Sólyomszem (hangja) | Stohl András    | Cate Shortland          |
| 2022 | Tőrbe ejtve – Az üveghagyma                             | Glass Onion: A Knives Out Mystery                          | Önmaga (stáblistán nem szerepel)   | nem szólal meg  | Rian Johnson            |
| 2025 |                                                         | Wake Up Dead Man                                           |                                    |                 | Rian Johnson            |

### Televízió
| Év      | Eredeti cím             | Magyar cím                     | Szerep                               | Megjegyzés                                                         |
| ------- | ----------------------- | ------------------------------ | ------------------------------------ | ------------------------------------------------------------------ |
| 1995    |                         | Deadly Games                   | Todd                                 | 1 epizód                                                           |
| 1996    |                         | Strange Luck                   | Jojo Picard                          | 1 epizód                                                           |
| 1996    | Tiltott kapcsolat       | A Friend’s Betrayal            | Paul barátja                         | tévéfilm                                                           |
| 1997    | Valóságos rémálom       | A Nightmare Come True          | Steven Zarn                          | tévéfilm                                                           |
| 1998    |                         | To Have & to Hold              | Ted Fury                             | 1 epizód                                                           |
| 1999    | A hálózat csapdájában   | The Net                        | Ted Nida                             | 1 epizód                                                           |
| 1999    |                         | Time of Your Life              | Taylor                               | 1 epizód                                                           |
| 2000    | Angel                   | Angel                          | Penn                                 | 1 epizód                                                           |
| 2001    | CSI: A helyszínelők     | CSI: Crime Scene Investigation | Roger Jennings                       | 1 epizód                                                           |
| 2002    |                         | The It Factor                  | önmaga                               | reality televíziós sorozat                                         |
| 2007    | Doktor House            | House                          | Jimmy Quidd                          | 1 epizód                                                           |
| 2009    | Zűrös zsaruk            | The Unusuals                   | Jason Walsh nyomozó                  | - főszereplő (10 epizód) - magyar hangja Dózsa Zoltán              |
| 2011    | Robotcsirke             | Robot Chicken                  | William James törzsőrmester (hangja) | 1 epizód                                                           |
| 2012    |                         | Saturday Night Live            | önmaga (műsorvezető)                 | 1 epizód                                                           |
| 2014    | A világháború           | The World Wars                 | narrátor (hangja)                    | minisorozat (3 epizód)                                             |
| 2014    |                         | Louie                          | Jeff Davis                           | 1 epizód                                                           |
| 2021–23 | Mi lenne, ha…?          | What If…?                      | Clint Barton / Sólyomszem (hangja)   | - 4 epizód - magyar hangja Stohl András                            |
| 2021    | Sólyomszem              | Hawkeye                        | Clint Barton / Sólyomszem (hangja)   | - főszereplő - minisorozat (6 epizód) - magyar hangja Stohl András |
| 2021–   | Kingstown polgármestere | Mayor of Kingstown             | Mike McClusky                        | - főszereplő - vezető producer is                                  |
| 2023    | Rennervációk            | Rennervations                  | Önmaga                               | - minisorozat (4 epizód) - vezető producer is                      |
| 2024    | Echo                    | Echo                           | Clint Barton / Ronin / Sólyomszem    | 1 epizód                                                           |

## Díjak és jelölések
- A bombák földjén (2009) – Boston Society of Film Critics Award (legjobb színész)
Chicago Film Critics Association Award (legjobb színész)
Las Vegas Film Critics Society Award (legjobb színész)
 National Board of Review Award (áttörő teljesítmény – férfi)
National Society of Film Critics Award (legjobb színész)
Online Film Critics Society Award (legjobb színész)
Satellite Award (legjobb színész – dráma)
Village Voice Film Poll|Village Voice Film Poll (legjobb színész)
Washington D.C. Area Film Critics Association Award (legjobb szereplőgárda)
Jelölés—Oscar-díj (legjobb férfi főszereplő)
Jelölés — British Academy of Film and Television Arts (legjobb férfi főszereplő)
Jelölés—Broadcast Film Critics Association Award (legjobb színész)
Jelölés—Chlotrudis Award (legjobb színész)
Jelölés—Independent Spirit Award (legjobb férfi főszereplő)
Jelölés—Screen Actors Guild Award (Outstanding Performance by a Male Actor in a Leading Role)
Jelölés—Screen Actors Guild Award (Outstanding Performance by a Cast in a Motion Picture)
Jelölés—St. Louis Gateway Film Critics Association Award (legjobb színész)
Jelölés—Vancouver Film Critics Circle Award (legjobb színész)
Jelölés—Washington D.C. Area Film Critics Association Award (legjobb színész)
Jelölés—Washington D.C. Area Film Critics Association Award (Best Breakthrough Performance)
- Tolvajok városa (2010) – Jupiter Award (legjobb nemzetközi színész)
Jelölés—Oscar-díj (legjobb férfi mellékszereplő)
Jelölés —Broadcast Film Critics Association Award (legjobb mellékszereplő)
Jelölés —Dallas-Fort Worth Film Critics Association Award (legjobb mellékszereplő)
Jelölés —Golden Globe-díj (legjobb férfi mellékszereplőnek)
Jelölés — Houston Film Critics Society Award (legjobb mellékszereplő)
Jelölés —National Society of Film Critics Award (legjobb mellékszereplő)
Jelölés —San Diego Film Critics Society Award (legjobb mellékszereplő)
 Jelölés —Satellite Award (legjobb mellékszereplő)
Jelölés —Screen Actors Guild Award (Outstanding Performance by a Male Actor in a Supporting Role)
Jelölés —St. Louis Gateway Film Critics Association Award (legjobb mellékszereplő)
- Szemben a gyilkossal (2007) – California Independent Film Festival Award (legjobb színész)
- Kannibál (2002) – Jelölés — Independent Spirit Award (legjobb férfi főszereplő)